# Schloss Hoyos (Gutenstein)

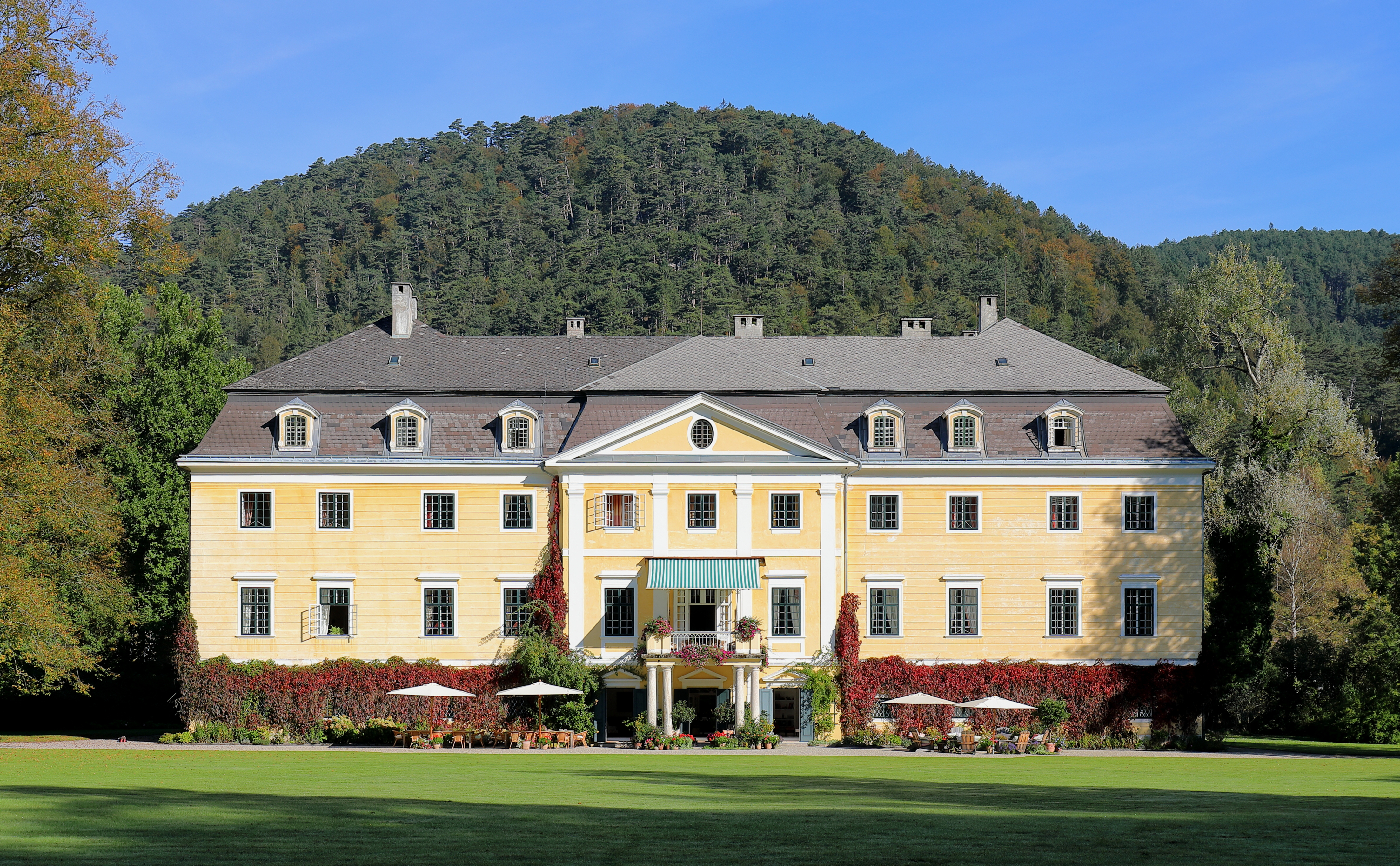
Schloss Hoyos Gutenstein in Gutenstein (2016)

Das Schloss Hoyos in Gutenstein (Niederösterreich) ist ein privater Wohnsitz der Familie von Ernst Hoyos.

## Geschichte
1670 begann der niederösterreichische Landmarschall Johann Balthasar II. von Hoyos (1626–1681) den Bau des Schlosses. Zwischen 1681 und 1718 ruhte die Bautätigkeit, dann erweiterte Joseph Philipp Innozenz Graf Hoyos (1695–1762) das Schloss zu einem dreiflügeligen Bau.
1817 begann Johann Ernst Graf Hoyos, die vierseitige Form zu errichten, das jedoch noch bis ins späte 19. Jahrhundert hinein architektonischen Veränderungen unterworfen wurde. Bis ins Jahr 1900 dauerte die Phase der bemerkenswerten Veränderungen an, zuletzt gestaltete Julius Deininger die Fassaden und das Mansarddach.
Bereits zur Zeit des Barock war der Garten des Schlosses als französischer Garten angelegt, wurde dann jedoch 1817 zu einem englischen Garten umgestaltet.